# Cắt lát salami
Cắt lát Salami đề cập đến một loạt nhiều hành động nhỏ được thực hiện một cách bí mật để có thể đạt toàn bộ tích lũy cho một hành động lớn hơn nhiều với mong muốn một kết quả mà sẽ rất khó thực hiện nếu thực hiện trong cùng một lúc. Thuật ngữ này thường được sử dụng một cách tiêu cực, miệt thị. Mặc dù cắt lát salami thường được sử dụng để chỉ các hoạt động bất hợp pháp, nhưng đó cũng là một chiến lược để đạt được lợi thế theo thời gian bằng cách tích lũy qua từng bước nhỏ, vì vậy thuật ngữ cũng có thể được sử dụng theo cách hợp pháp.
Một ví dụ về cắt lát salami được gọi là cạo penny (penny shaving), là hành vi gian lận tài chính, ăn cắp tiền liên tục với số lượng cực nhỏ, thường bằng cách lợi dụng làm tròn đến số xu gần nhất (hoặc theo đơn vị tiền tệ khác) trong các giao dịch tài chính. Cắt lát sẽ được thực hiện bằng cách luôn làm tròn xuống và đặt các phân số của một xu vào một tài khoản khác. Ý tưởng là làm cho thay đổi đủ nhỏ để mọi giao dịch đơn lẻ sẽ không bị phát hiện.
Trong việc bảo mật thông tin, một cuộc tấn công salami (salami attack) là một loạt các cuộc tấn công nhỏ cùng nhau dẫn đến một cuộc tấn công lớn hơn. Máy tính là lý tưởng phù hợp để tự động hóa hình thức tấn công này.

## Tấn công cắt lát salami
Vào tháng 1 năm 1993, bốn giám đốc điều hành của một công ty nhượng quyền thương mại cho thuê xe hơi ở Florida đã bị buộc tội lừa gạt ít nhất 47.000 khách hàng bằng cách sử dụng một kỹ thuật salami.
Tại Los Angeles vào tháng 10 năm 1998, các luật sư của quận đã buộc tội bốn người đàn ông tội lừa đảo vì cài đặt chip máy tính trong máy bơm xăng nhằm lừa dối người mua xăng bằng cách phóng đại số tiền bơm.
Năm 2008, một người đàn ông đã bị bắt vì tội lừa đảo khi tạo ra 58.000 tài khoản để dùng vào việc thu tiền thông qua tiền gửi xác minh từ các công ty môi giới trực tuyến với một vài xu mỗi lần như thế.
Vào năm 1996, một nhân viên phục vụ hộp vé ở Dallas đã bị kết tội ăn cắp tiền từ cơ quan vận chuyển của thành phố bằng cách ăn cắp tiền từ hộp vé. Trong hơn 13 năm, ông đã lấy tất cả 37 tấn tiền xu tổng mệnh giá gần 2,4 triệu đô la CDN, bằng cách sử dụng một nam châm để nhấc từng đồng xu ra khỏi hộp vé. Ông bị kết án 4 năm tù và được tạm tha sau 18 tháng.
Ở Buffalo, New York, một nhân viên phục vụ hộp vé khác đã đánh cắp hơn 200.000 đô la Mỹ, là tiền của cơ quan vận chuyển địa phương trong khoảng thời gian 8 năm (2003 đến 2011). Ông bị kết án 2,5 năm tù.

## Trong chính trị
Vào ngày 6 tháng 9 năm 2018, nghị sĩ Anh Tom Tugendhat phát biểu tại Hạ viện Anh, đã cáo buộc Chính phủ Nga thực hiện chiến thuật cắt lát salami:
Chúng ta đã thấy thực tế của điều đó trên các thị trường năng lượng, với việc Chính phủ Nga cố tình cắt lát những thị trường đó...